# Эпнерс, Ансис
Ансис Эпнерс (латыш. Ansis Epners; 26 октября 1937, Рига — 2 апреля 2003, Рига) — советский и латвийский кинорежиссёр. Магистр искусствоведения. Работник культуры.
Ансис Эпнерс родился 26 октября 1937 года в Риге в семье офицера. В 1957 году окончил Мазсалацавскую среднюю школу. В 1971 году окончил историко-филологический факультет Латвийского университета, затем Высшие курсы сценаристов и режиссёров в Москве. С 1962 по 1968 год Эпнерс работал редактором Латвийского телевидения. С 1969 по 1991 был назначен режиссёром Рижской киностудии. В 1991 году основал студию Ave и руководил ею. В 1997 году получил степень магистра искусствоведения. Был режиссёром в Латвийской консерватории и Академии культуры Латвии. В 1996 году вошел в состав Национального совета по радио и телевидению.
Первый свой фильм «От Кентавра» Эпнерс снял в 1973 году. Ансис Эпнерс снимал фильмы в жанре документального кино, короткометражного кино и драмы. Карьеру в игровом кино Эпнерс закончил фильмом «Клетка» (Būris), по роману Альберта Белса, в 1993 году. Его последний фильм «Далай-лама. Латвия» (Dalai Lama. Latvija), снятый в 2002 году, посвящен конференции Далай-ламы XIV в зале Сконто в Риге.
В 2002 году был награждён высшей наградой Латвии орденом Трех звезд 4 степени.

## Фильмография
- «Мужские игры»
- «Михаил Таль. 20 лет спустя»[1]
- «Ирбе: человек и маска»
- «Братья Каудзитисы»
- «Сергей Эйзенштейн. Предисловие»
- «Сергей Эйзенштейн. Постскриптум»[2]
- «Эмиль Дарзиньш»
- «Лиелвардский пояс»[3]
- «Латвия - мой дом. Путешествие по осенней Латвии»
- «Монумент»
- «Знамя мира Рериха»
- «Четверо ищут миллион»
- «Клетка»
- «Ночной полет»
- «Я — латыш»
- «Письма женщине»
- «Я родился в Риге»
- «Далай-лама. Латвия».